# Cyprián Majerník
Cyprián Majerník (Veľké Kostoľany, 24 novembre 1909 – Praga, 4 luglio 1945) è stato un pittore slovacco, attivo a Praga, esponente della Generazione del 1909.

## Biografia
Era figlio di Michal Majerník e della moglie Jana, nata Chnápko. Visse nel paese natale solo durante l'infanzia, frequentò la scuola comunale di Pezinok, nel 1924 si iscrisse alla scuola commerciale di Košice. Dopo aver studiato alla scuola privata di pittura di Gustáv Mallý a Bratislava e all'Accademia di arti figurative di Praga, Majerník rimase in quest'ultima città. Vi si allontanò nel 1932 per un breve periodo di studio a Parigi, in cui frequentò soprattutto Marc Chagall, ma fece la conoscenza anche di Pablo Picasso e Giorgio de Chirico, che svilupparono la sua immaginativa e allargarono la sua sensibilità.
Le sue vicende e le sue opere riflettono i suoi tempi: gli eventi culturali e politici, la crisi economica o i campi di sterminio si ripercuotono sui risultati creativi del pittore. I principali eroi delle sue opere erano rifugiati, esiliati, cavalieri-liberatori.
Nel 1940 organizzò la seconda mostra personale alla Conferenza artistica (Umelecká beseda), l'ultima della sua vita. Il quadro più importante che parla della testimonianza della generazione di Majerník è "La sentinella".
Nonostante piantasse radici in Boemia, Majerník non interruppe i contatti con la Slovacchia. Nell'aprile del 1941 tornò in Slovacchia per vedere i suoi genitori e gli altri artisti. Fu ricercato dalla stampa e alla fine del 1942 ricevette un riconoscimento pubblico: il premio della Conferenza artistica per il dipinto "Cavalieri".
Nel 1943 tornò ancora in Slovacchia e la sua presenza favorì la collaborazione culturale e politica fra le due ali delle Generazione del 1909, quella di Bratislava e quella praghese.
Verso la fine della guerra la sua salute peggiorò notevolmente e fu vittima di frequenti crisi depressive. Dopo la liberazione della Cecoslovacchia ricevette un attestato di affidabilità politica dalla sezione figurativa della Conferenza artistica. 
Nel 1945 sposò la sua compagna di lunga data e fece richiesta di un appartamento. Nello stesso anno si suicidò gettandosi dalla finestra del suo appartamento. Il suo funerale divenne una manifestazione dell'amicizia tra Slovacchia e Paese Ceco.
Nel 1991 gli fu conferito l'Ordine di Tomáš Garrigue Masaryk in memoriam.

## Mostre personali
- 1989 - Cyprian Majerník: Výber z celozivotného diela, Trnava, Galéria Jána Koniarka
- 2009 - Cyprián Majerník, Bratislava, Galéria mesta Bratislavy
- 2010 - Cyprián Majerník, Liptovská galéria Petra Michala Bohúňa, Liptovsky Mikuláš

## Principali mostre collettive
- 1946 - Trente ans de peinture Tchécoslovaque, Musée National de l'Orangerie, Parigi
- 1957 - IV Bienal Do Museu De Arte Moderna De São Paulo, San Paolo

## Galleria d'immagini

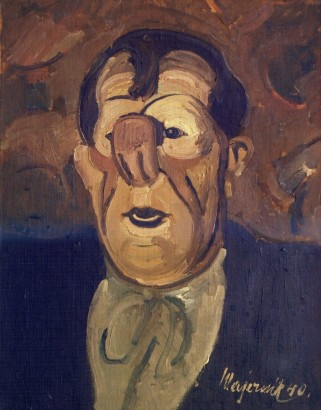
Clown (1940)
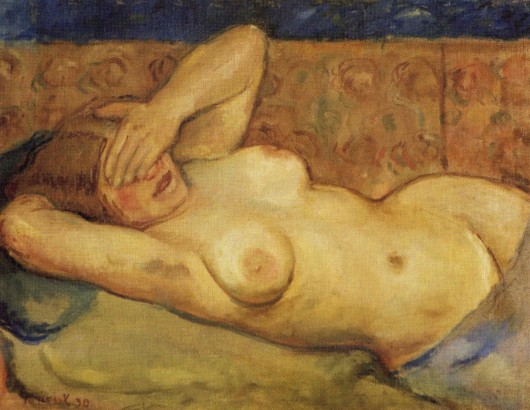
Nudo sdraiato (La timida) (1930)
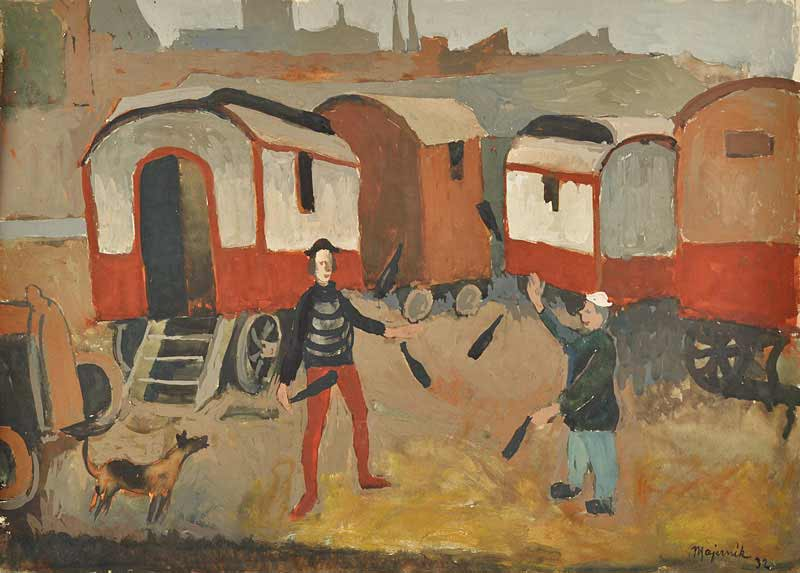
Giocolieri
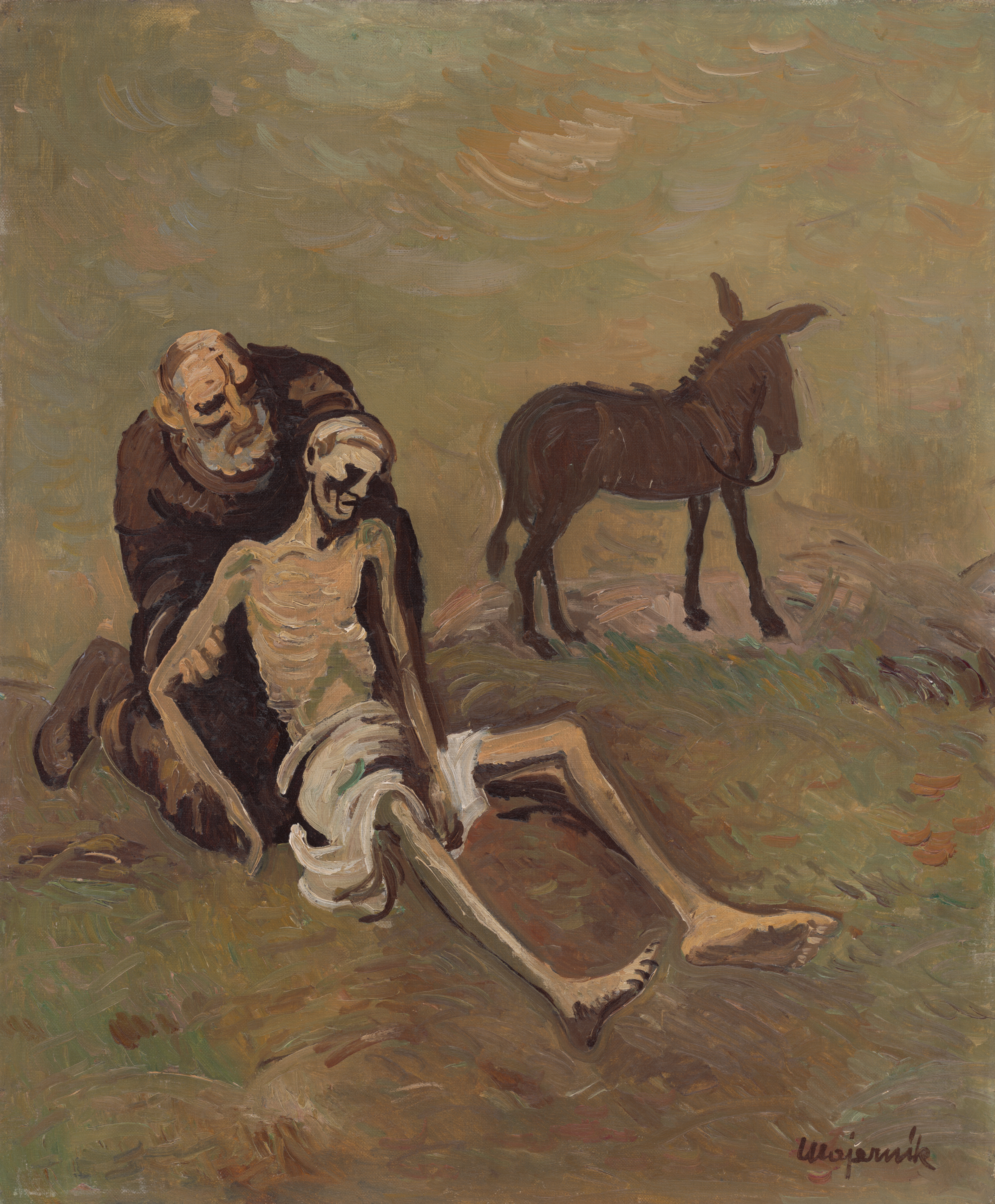
Il Samaritano (1940)
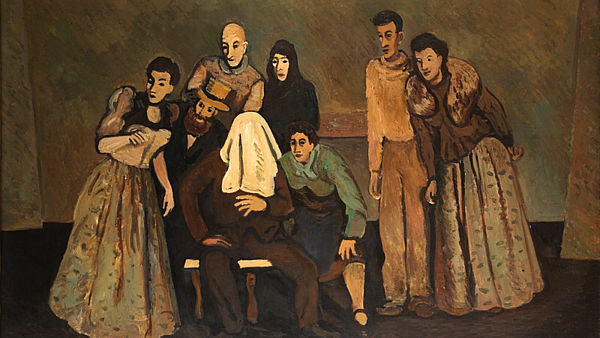
Chiaroveggente
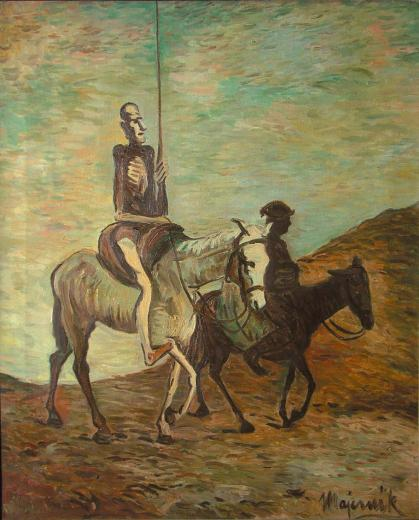
Don Chisciotte e Sancho Panza. (1940)